# The It Girl (album)
Pour les articles homonymes, voir It Girl (homonymie).
Albums de Sleeper
Smart
(1995) Pleased to Meet You
(1997)
Singles
1. What Do I Do Now? (en)
Sortie : 25 septembre 1995
2. Sale of the Century (en)
Sortie : 22 avril 1996
3. Nice Guy Eddie (en)
Sortie : 1er juillet 1996
4. Statuesque (en)
Sortie : 23 septembre 1996

The It Girl est le deuxième album du groupe de britpop Sleeper. Réalisé en 1996, il contient quatre titres qui sortiront en single, What Do I Do Now?, Sale of the Century, Nice Guy Eddie (ces deux derniers étant les singles les mieux classés du groupe, atteignant tous les deux la 10e place des charts) et Statuesque. L'album, produit par Stephen Street, est sorti en CD, en cassette, en 33 tours et en double LP.
Il atteignit la 5e place des charts britanniques où il a été certifié disque de platine. C'est l'album du groupe qui s'est le plus vendu, les ventes dépassant 300 000 copies rien qu'en Angleterre.

## Liste des titres
Les chansons sont composées par Louise Wener, sauf indication contraire.

### Version anglaise
1. Lie Detector (Wener, Andy Maclure) – 2 min 31 s
2. Sale of the Century (Wener, Maclure) – 4 min 29 s
3. What Do I Do Now? – 3 min 41 s
4. Good Luck Mr Gorsky – 4 min 05 s
5. Feeling Peaky – 2 min 54 s
6. Shrinkwrapped – 4 min 46 s
7. Dress Like Your Mother (Wener, Maclure)  – 2 min 34 s
8. Statuesque – 3 min 23 s
9. Glue Ears (Wener, Maclure) – 4 min 46 s
10. Nice Guy Eddie – 3 min 20 s
11. Stop Your Crying – 3 min 35 s
12. Factor 41 – 2 min 58 s
13. Click… off… gone – 2 min 52 s

### Version américaine
Une chanson est en moins (Glue Ears) et l'ordre des autres chansons est différent. Le livret de l'album dispose par ailleurs de photos supplémentaires.
1. Feeling Peaky – 2 min 54 s
2. Sale of the Century (Wener, Maclure) – 4 min 29 s
3. Dress Like Your Mother (Wener, Maclure)  – 2 min 34 s
4. Statuesque – 3 min 23 s
5. Nice Guy Eddie – 3 min 20 s
6. Stop Your Crying – 3 min 35 s
7. Lie Detector (Wener, Andy Maclure) – 2 min 31 s
8. What Do I Do Now? – 3 min 41 s
9. Shrinkwrapped – 4 min 46 s
10. Good Luck Mr Gorsky – 4 min 05 s
11. Factor 41 – 2 min 58 s
12. Click… off… gone – 2 min 52 s

### Version remastérisée
Sortie en 2010, elle voit l'ajout d'un deuxième disque, provenant des chansons qui accompagnaient les 4 singles.
1. Paint Me
2. Room at the Top
3. Disco Duncan (live)
4. Vegas (live)
5. Amuse (live)
6. Atomic
7. Package Holiday
8. Oh Well
9. Pokerface
10. Blazer Sleeves
11. Inbetweener (live)
12. She's a Sweetheart
13. Statuesque (Boxed Off mix)
14. Atomic (Wubble U mix)
15. Other End of the Telescope
16. Spies

Les titres 1 à 5 proviennent de What Do I Do Now?; 6 à 8 de Sale of the Century; 9 à 11 de Nice Guy Eddie et 12 à 16 de Statuesque.